# ベイリー (プロレスラー)
ベイリー（Bayley、1989年6月15日 - ）は、アメリカ合衆国の女性プロレスラー。カリフォルニア州サンノゼ出身。現在はWWEのSmackDown!で活動。本名はパメラ・ローズ・マルティネス（Pamela Rose Martinez）

## 来歴

### インディー団体
2008年、BTW（Big Time Wrestling）にてダヴィーナ・ローズ（Davina Rose）としてデビューを果たす。NWA加盟団体やShimmer、SHINEなどのインディー団体で活動。

### WWE

#### NXT
2013年、WWEと契約を交わし入団。2月21日の傘下のNXTにてペイジを相手にデビュー戦をするも敗退。3月21日、エマと対戦するも敗北。
その後は色んな選手の女の子ファンというギミックで、リック・フレアーやAJ・リーなどに舞台裏で握手やハグを求めたり、試合中でもヒールベビー関係なく握手やハグをしたがるギミックへと変更。
8月22日、シャーロットとコンビを結成し、アクサナ＆アリシア・フォックス組に初白星をあげる。そしてサマー・レイ率いるBFFsと抗争になるも10月10日と抗争するが、相方のシャーロットに裏切られて敗北してしまい、その後はナタリヤやペイジ、エマと組み抗争を続け、2014年7月3日のNXTにてベッキー・リンチをパートナーとした。
2015年8月22日、Takeover BrooklynにてNXT女子王座を保持するサシャ・バンクスに挑戦。試合開始と同時に激しい技の応酬となり、終盤にはサシャの得意技であるバンク・ステイメントを喰らうが切り返すとポスト上から雪崩式リバースフランケンシュタイナーを仕掛け、最後にはフィニッシャーであるベリー・トゥ・ベイリーを決めて勝利し、ベルトを奪取した。10月7日、Takeover Respectにてサシャと30分間によるアイアンマンマッチで再戦。1本目をレフェリーをポストへと追い込んで視界を遮らせたサシャからサミングを喰らい丸め込まれ奪われる。2本目はコーナーポストに立ったサシャに対してベリー・トゥ・ベイリーを決めて取り返す。3本目は場外へ投げ出されると鉄柵やリングにぶつけられ、最後にはタイタントロンに叩きつけられ10カウントを奪われる。4本目は満身創痍となった状態から一方的に攻められボストンクラブを極められようとしたところを切り返して丸め込み取り返す。そして5本目、息を吹き返して互いに大技の応酬となり終盤にサシャからバンク・ステートメントを仕掛けられるが切り返して変形アームバーを極め、残り4秒でギブアップを取り勝利した。試合後、トリプルHからリング上にて花束を贈られると右手を掲げられた。

#### WWE
2016年7月24日、WWE・Battleground 2016にてシャーロット ＆ デイナ・ブルックと抗争を展開していたサシャ・バンクスのミステリアスパートナーとして登場。最後にサシャがシャーロットにバンク・ステートメントを決めて勝利した。8月22日、RAWに登場。昇格が発表された。
2017年2月13日、RAWにてWWEロウ女子王座を保持するシャーロット・フレアーに挑戦。シャーロットのセコンドであるデイナ・ブルックの介入もあり苦戦。終盤にはシャーロットのフィギュア・エイトを極められるがバックステージより駆けつけたサシャ・バンクスが松葉杖でシャーロットを殴打し窮地から脱出。そしてベリー・トゥ・ベイリーを決めて勝利。ベルトを奪取した。
2019年2月17日、Elimination Chamber 2019で初代WWE女子タッグ王座争奪エリミネーション・チェンバー・マッチにサーシャ・バンクスと組んで出場。サーシャがソーニャ・デビルにバンク・ステートメントで極めてタップを奪い勝利。王座を戴冠した。5月19日、Money in the Bank 2019でマネー・イン・ザ・バンク・ラダー・マッチに出場。終盤にソーニャ・デヴィルとマンディ・ローズが結託してアタッシュケースを掴もうとしたところを阻止して2人とも振り落とし、アタッシュケースを獲得。そしてシャーロット vs ベッキー・リンチによるWWEスマックダウン女子王座戦でシャーロットの勝利後に乱入。ベッキーとレイシー・エヴァンスをリング外に排除し、シャーロットの仕掛けてきたスピアーをターンバックルに誤爆させるとキャッシュイン。ダイビング・エルボードロップを決めて勝利。王座を戴冠した。
2019年9月、スマックダウンの放送で、前週に復帰してヒールターンしたサーシャ・バンクスに続いてヒールターンした。それまでの元気で可愛い女の子キャラから、徐々にいかにも腹黒いタイプに変身を遂げて行った。
サーシャとのコンビは、女性版フォー・ホースメンとなり、ベイリーがスマックダウン王座、サーシャがロウ王座、二人でタッグ王座を戴冠して二人でＷＷＥの女子部門を完全制覇する。それぞれの防衛戦には反則介入して防衛をアシストするなどして悪役としての完成度を高めていった。
2020年4月のレッスルマニア36では、5way防衛戦に挑むこととなり、不利と見られていた。しかし、圧倒的なパワーを持つタミーナを４人掛かりでフォール。続いて、サーシャと二人で、レイシー・エヴァンスとナオミを場外へ駆逐し、レイシーを鉄階段に叩きつけてセミリタイアに。善戦するナオミを二人で仕留めた後、レイシーへの攻撃がサーシャを誤爆。弁解している最中にレイシーに後ろから襲い掛かられたサーシャを突き飛ばして救助するが結局ウーマンズライトでサーシャは脱落。最後にレイシーとの一騎打ちを制して5人戦での防衛を果たした。
2021年7月9日、トレーニング中に怪我を負ってしまい、活動を休止。ドラフトもされずに無所属になってしまう。
2022年7月30日、サマースラムでのビアンカ・ベレアー vs ベッキー・リンチのRaw女子王座戦の後に、ダコタ・カイとイヨ・スカイと共に登場し復帰した。
のちヒールユニットDamage CTRL (ダメージ・コントロール)を結成。
2024年1月、ロイヤルランブルで優勝。レッスルマニア40で王座戦をする権利を得る。
2024年4月、レッスルマニア40でWWE女子王者のイヨ・スカイと対戦。ピンフォール勝ちし、王座獲得に成功した。
2024年8月、サマースラムでナイア・ジャックスに敗れWWE女子王座から陥落した。
2025年2月、ヴェンジェンス・デイで4way形式でNXT女子王者ジュリアに挑戦したが敗北し王座獲得を逃した。
2025年3月、エリミネーション・チェンバー戦に出場も、途中で脱落し、レッスルマニア41での女子世界王座挑戦権を逃した。

## 得意技

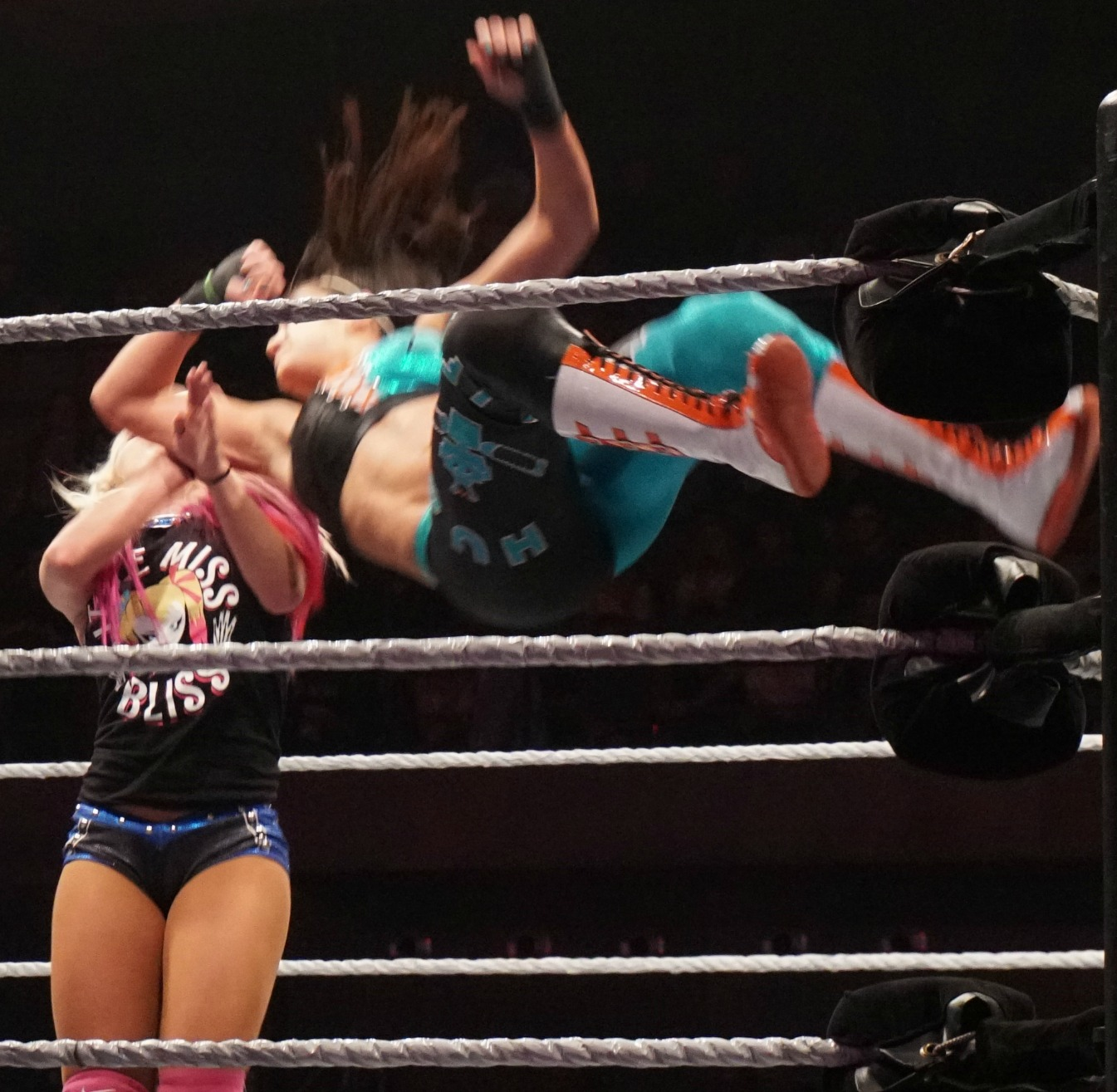
ダイビング・バックエルボー

ローズ・プラント
ダヴィーナ・ローズ時代のフィニッシャー。2019年頃からベイリーがヒール転向で再びフィニッシャーで使用。変形のフェイスバスター。
2019年後半頃から再び使用。新フィニッシュ・ホールド。
ダウンしている、相手を立たせた状態で相手の右腕を自身の股の間に通して相手の右手首を持ち自身の右腕は相手の髪の毛、後頭部を掴んでフェイス・クラッシャー(顔面砕き)の体勢で前に倒れこんでから相手の顔面からマットに叩きつける。

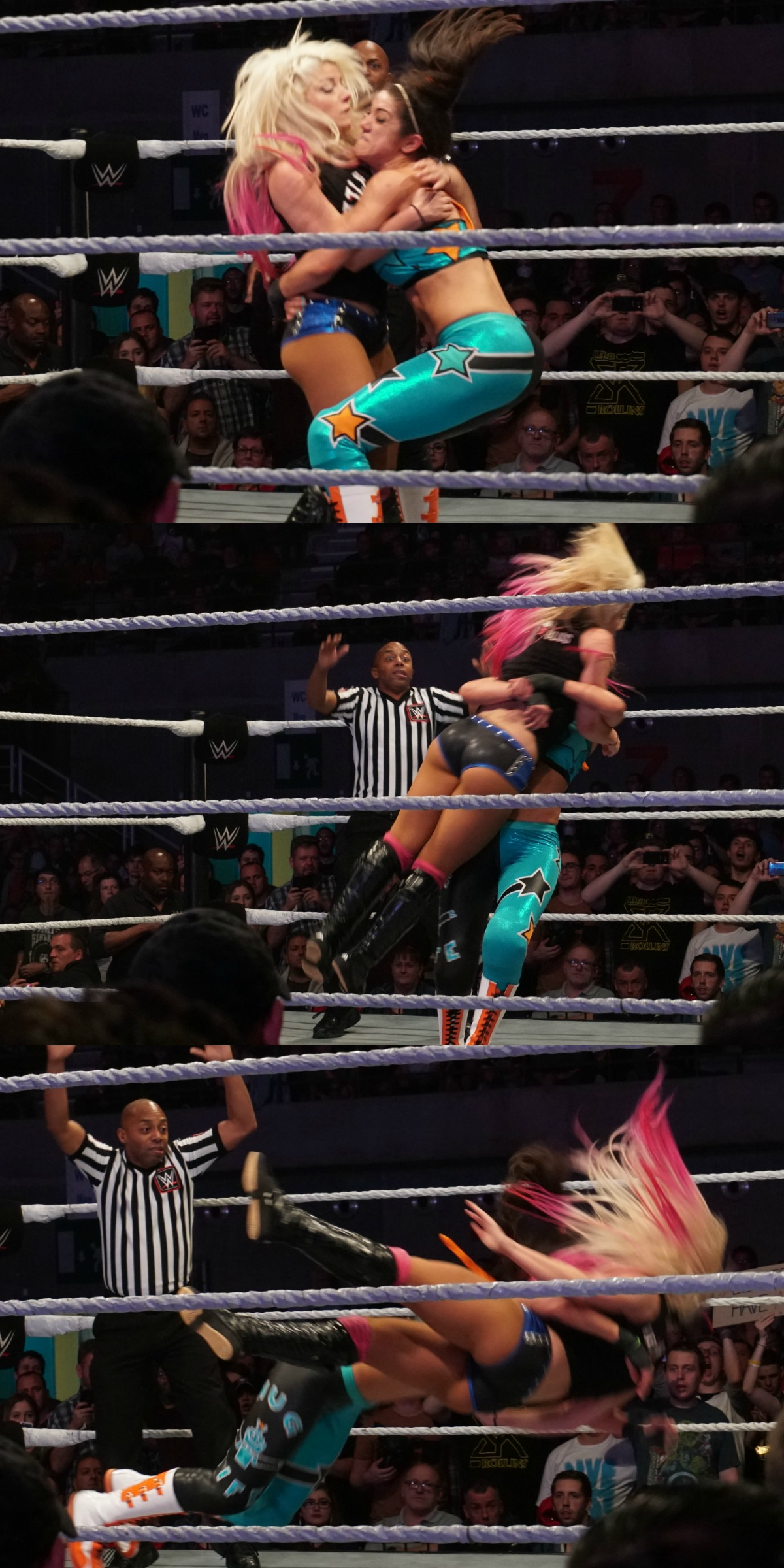
ベイリー・トゥ・ベリー
フィニッシャー。
ベリー・トゥー・ベリー・スープレックス。
セカンドロープから投げる雪崩式も使用。
ダイビング・エルボードロップ
ダイビング・バックエルボー
ダイビング・クロスボディ
ジャーマンスープレックス

## 獲得タイトル
WWE

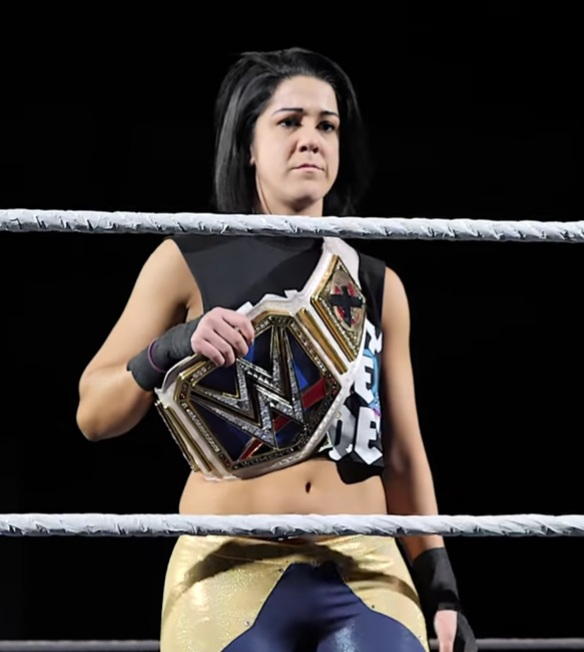
WWEスマックダウン女子王座

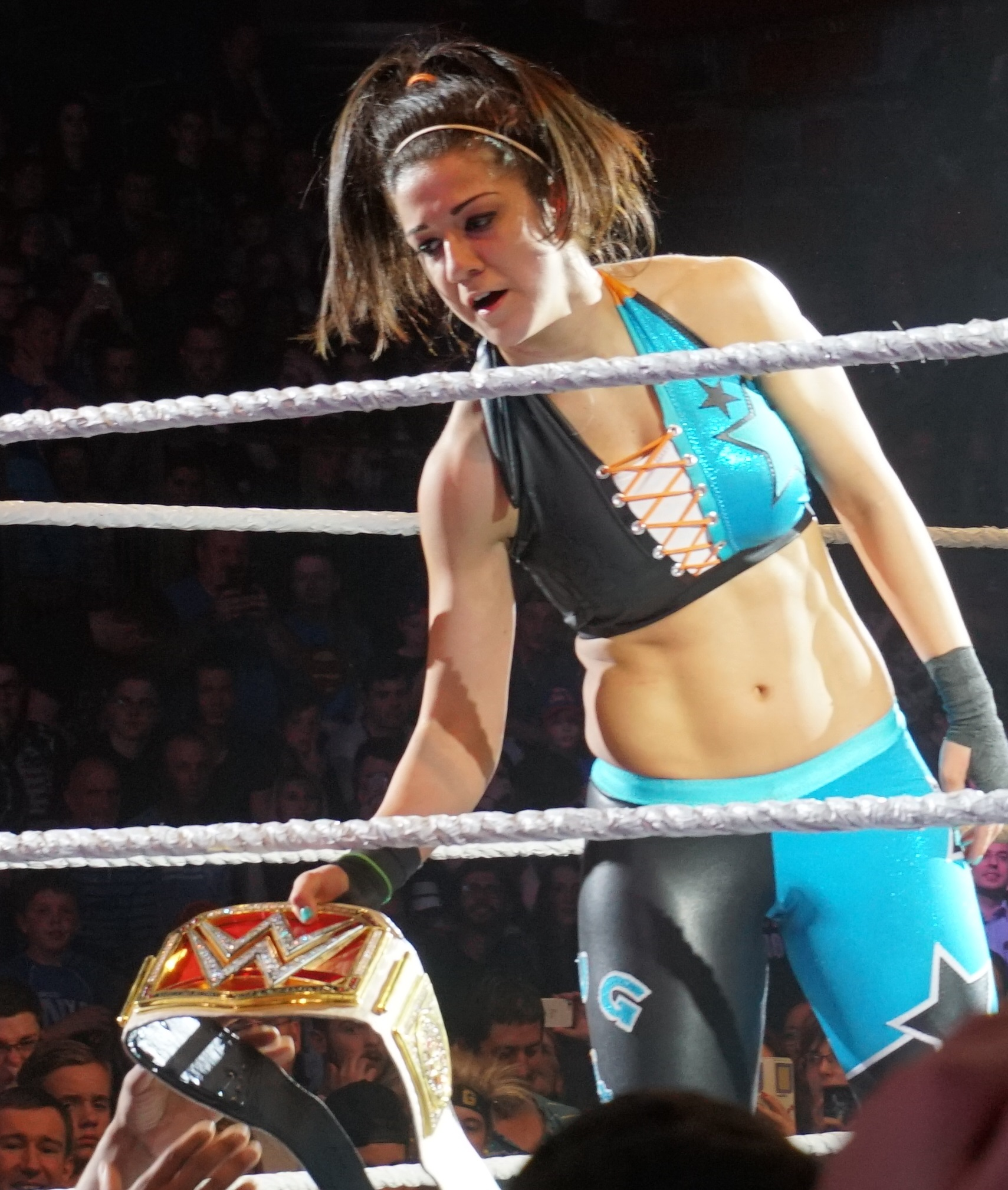
WWEロウ女子王座

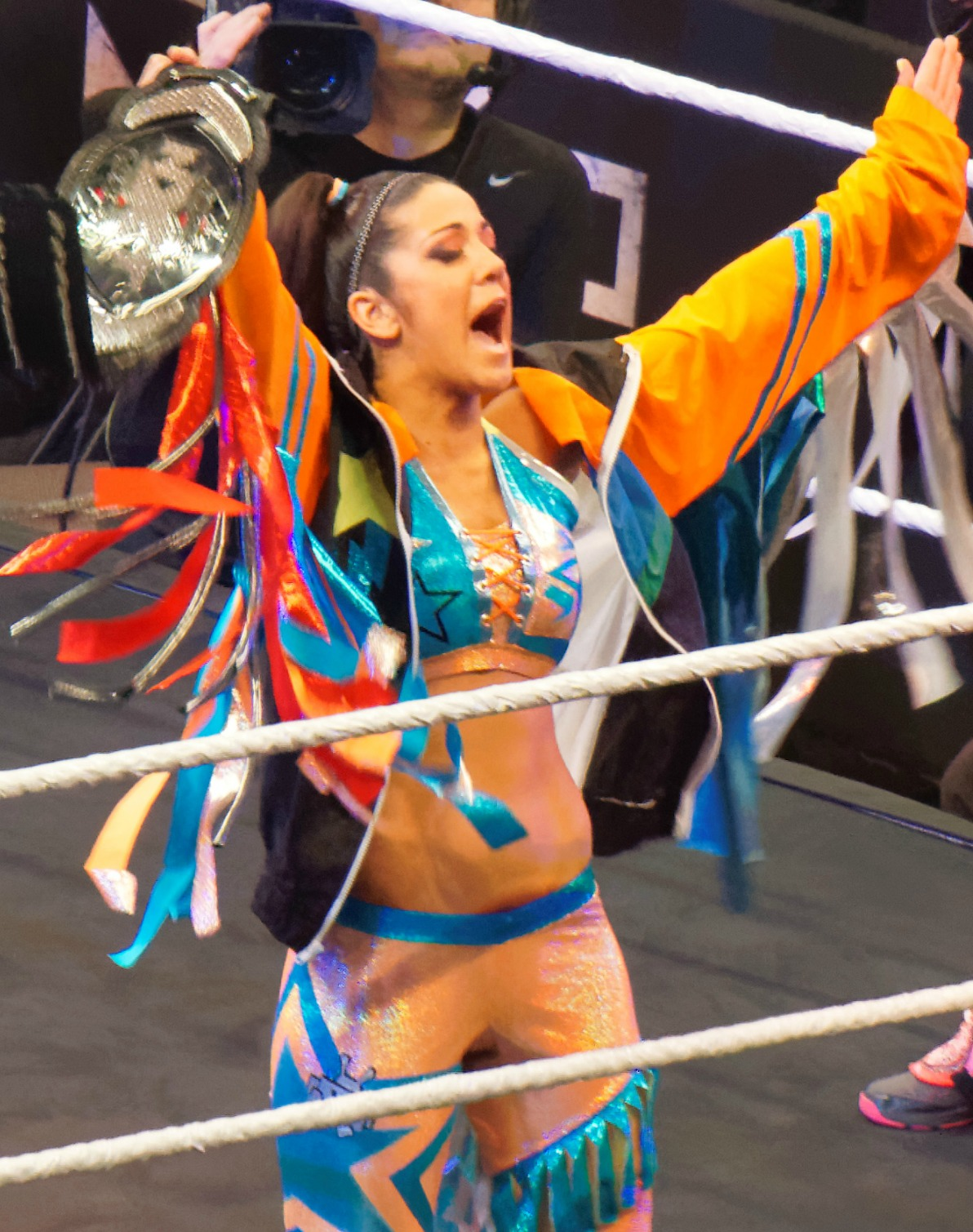
NXT女子王座

- WWEスマックダウン女子王座 : 2回（第15代、17代）
- WWE女子タッグ王座 : 2回（初代、6代）

w / サーシャ・バンクス
- WWE女子王座 : 2回
- ロイヤルランブル : 2024年
- Ms.マネー・イン・ザ・バンク : 2019年
- NXT女子王座 : 1回（第4代）
- グランドスラム : 女子初のグランドスラム達成

## 入場曲
- Boyfriend (Instrumental)
- Turn It Up
- Deliverance
- Role Model（レッスルマニア40のイヨ・スカイ戦から現在使用中）